# North Henderson (condado de Mercer, Illinois)
North Henderson está situado no Condado de Mercer, Illinois. De acordo com o censo de 2010, sua população era de 421 pessoas e continha 186 unidades habitacionais.

## Geografia
De acordo com o censo de 2010, a cidade tem uma área total de 35 sq mi (91 km2)